# Juan Manuel Vivaldi
Pour les articles homonymes, voir Vivaldi.
Juan Manuel Vivaldi est un joueur argentin de hockey sur gazon né le 17 juillet 1979 à Buenos Aires. Il a remporté avec l'équipe d'Argentine la médaille d'or du tournoi masculin aux Jeux olympiques d'été de 2016 à Rio de Janeiro.